# ほしがりエンプーサ
『ほしがりエンプーサ』は、TAKUYOよりパソコンゲームとして発売されたゲームソフト。その後、2008年4月17日にPlayStation 2用ゲームとして発売され、2009年4月23日にPlayStation Portable用に『ほしがりエンプーサ portable』が発売された。

## 概要
ルーレット方式で止まったマスでのイベントを進め生徒会長を目指す。攻略可能なキャラクターは全部で8人。

## 登場人物
大河内 マリア
声 - 川上とも子
家柄はごく普通の一年生。
華川 麗華
声 - 折笠富美子

霧島 佐奈
声 - 浅野真澄/梅林佳代（PC版）

範馬 観月
声 - 高橋美佳子/小池響子（PC版）

小峰 翔太
声 - 福山潤

九条 雪人
声 - 檜山修之/高橋享（PC版）

蓬田 信慈
声 - 諏訪部順一

アルフレッド・山崎
声 - 鳥海浩輔